# Hellmann's and Best Foods
Hellmann’s et Best Foods sont des marques de produits alimentaires, notamment de mayonnaise, commercialisés par Unilever. La marque Hellmann’s est commercialisée aux États-Unis à l’est des Montagnes Rocheuses, mais aussi en Amérique latine, Europe, Moyen-Orient et Canada. La marque Best Foods est commercialisée aux États-Unis à l’ouest des Montagnes Rocheuses, en Asie, Australie et Nouvelle-Zélande.

## Historique

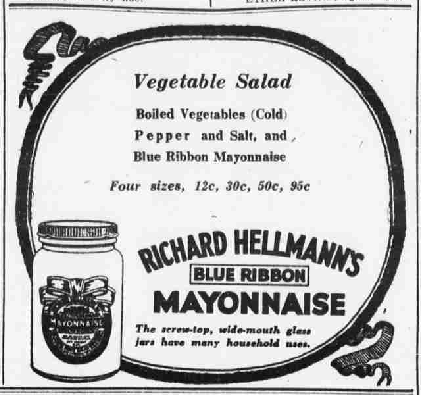
Pub pour la Hellmann's Blue Ribbon de 1922.

En 1912, Richard Hellmann construit une usine à New York pour produire de la mayonnaise vendue sous le nom de Hellmann's Blue Ribbon Mayonnaise.
En 1932, la marque est rachetée par Best Foods, une entreprise fabricant également de la mayonnaise, vendue sur la côte ouest des États-Unis. Celle-ci est à son tour rachetée en 1958 par Corn Products Refining Company, pour former Corn Products Company (appelée CPC International à partir de 1969).
Les deux marques ont ensuite été la propriété de Bestfoods entre 1997 et 2000, après que CPC international s'est divisé en deux sociétés : Bestfoods et Corn Product International.
En 2000, Bestfoods est rachetée par Unilever.

## Commercialisation
Hellmann’s et Best Foods sont commercialisées essentiellement de la même manière. Elles ont des logos et sites Web similaires et le même slogan Bring out the best. Le slogan espagnol est Haz una cara ... Hellmann ‘s!. Le slogan brésilien est Hellmann’s, a verdadeira maionese.